# 戈姆朗日
戈姆朗日（法語：Gomelange，法語發音：[ɡɔmlɑ̃ʒ]）是法国摩泽尔省的一个市镇，属于福尔巴克-布莱摩泽尔区。

## 地理
戈姆朗日（49°14'32"N, 6°28'12"E）面积9.4 平方千米，位于法国大東部大區摩泽尔省，该省份为法国东北部内陆省份，是洛林的一部分，西南接默尔特-摩泽尔省，东临下莱茵省，北与卢森堡和德国接壤。
与戈姆朗日接壤的市镇（或旧市镇、城区）包括：昂兹兰、贝唐日、埃布朗日、金基申、埃斯特罗夫、奥兰、梅冈日、皮布朗日、鲁佩尔当日。

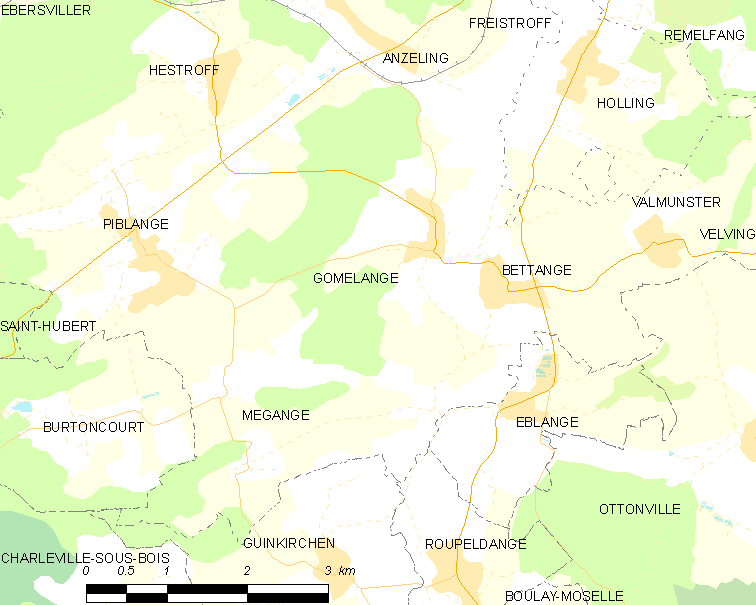
戈姆朗日的OSM定位图

戈姆朗日的时区为UTC+01:00、UTC+02:00（夏令时）。

## 行政
戈姆朗日的邮政编码为57220，INSEE市镇编码为57252。

## 政治
戈姆朗日所属的省级选区为布莱摩泽尔县。

## 人口

1962-2008年间戈姆朗日人口变化图示

戈姆朗日于2022年1月1日时的人口数量为472人。